# Hermann Stell

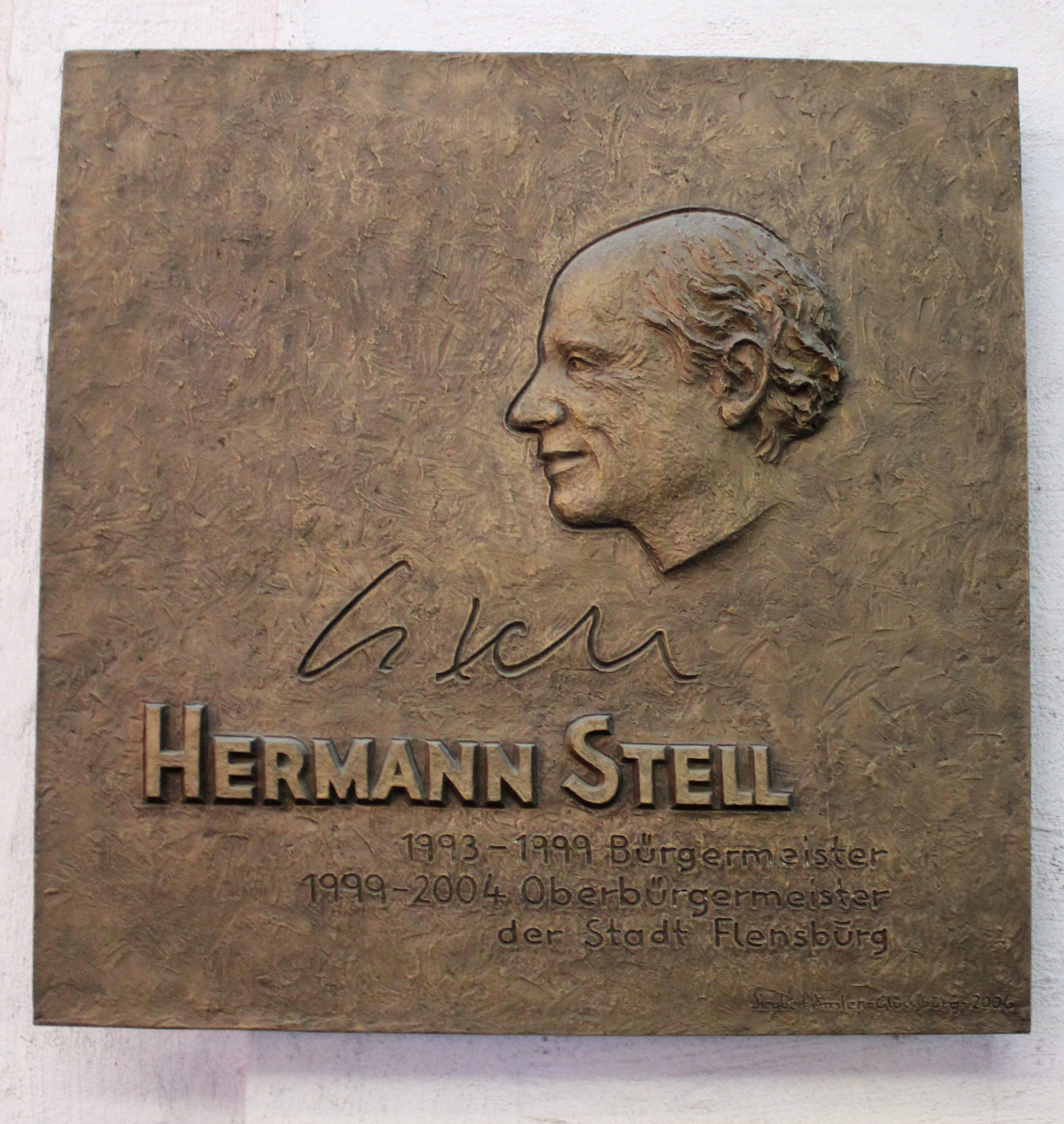
Gedenktafel am Steinbach-Haus der Flensburg Galerie, gestaltet von Siegbert Amler.

Hermann Stell (* 31. Dezember 1944 in Papenburg; † 4. Mai 2004) war ein deutscher Politiker (CDU). Von 1999 bis 2004 war er Oberbürgermeister von Flensburg.

## Leben
Hermann Stell arbeitete zunächst als Betriebswirt für die Stadt Köln und im niedersächsischen Delmenhorst.  1993 übernahm er das Amt des Bürgermeisters und zugleich des Kämmerers der Stadt Flensburg (siehe auch: Liste der Stadtoberhäupter von Flensburg). In dieser Zeit entwickelte er die Konversions-Idee, die 1997 von der Bundeswehr geräumte Briesen-Kaserne im Stadtteil Weiche in eine Gartenstadt umgestalten zulassen. Das Ende des Kalten Krieges hatte besonders in Flensburg zum Abbau der Bundeswehr geführt, was wirtschaftliche Einbußen zur Folge hatte, die kompensiert werden mussten.
Anfang Juli 1999 gewann er die Stichwahl zum Oberbürgermeister gegen SPD-Bewerber Klaus Kotte. Im Februar 2001 wurde bekannt, dass die Bundeswehrfachschule Flensburg-Mürwik geschlossen werden sollte. Hermann Stell sprach sich mit Nachdruck gegen die Schließung aus. Die Konversionsprobleme sollten die lokale Politik weiter beschäftigen. Im dritten Jahr von Hermann Stells Amtszeit begann die erfolgreiche Umwandlung des 1998 aufgegebenen Marinehafens des Stützpunktes in Mürwik, der heute unter dem Namen Marina Sonwik bekannt ist. Der Gebäudekomplex der Nachrichtenschule, der bis 2002 als Sitz der Fernmeldeschule diente, wurden im Jahr 2003 zudem von der Schule für Strategische Aufklärung der Bundeswehr bezogen, die seit 2024 eine Außenstelle des Ausbildungszentrums CIR ist. Das aufgegebene Gebäude der Bundeswehrfachschule wurde des Weiteren zum Stabszug der Marineschule Mürwik umgewandelt.
Am 10. November 2001 wurde von ihm das Naturwissenschaftliche Museum auf dem  Museumsberg Flensburg eröffnet. Ein Jahr später, am 2. August 2002, eröffnete Hermann Stell das Schaumagazin des heutigen Eiszeit-Hauses im Christiansenpark, das zum Museumsberg gehört. Im Herbst 2001 stellte Hermann Stell der Öffentlichkeit Pläne für den Bau eines großen Einkaufszentrums namens „Südermarktpassage“ vor, das bei der Angelburger Straße und dem Südermarkt entstehen sollte. Für das Projekt sollte eine ganze Anzahl von Gebäuden abgerissen werden, unter anderem auch das Gebäude der Stadtbibliothek Flensburg. Gefährdet war zunächst auch das Steinbach-Haus, an dessen Stelle die Anbindung zum Holm realisiert werden sollte. Das Passagen-Projekt, insbesondere die Verlegung der Stadtbibliothek in die oberste Etage der Passage, war sehr umstritten. Hermann Stell verstarb nach einem Schlaganfall im Jahr 2004, während seiner Amtszeit als Oberbürgermeister der Stadt Flensburg. Am 2. November 2006 wurde die Südermarktpassage, unter dem Namen Flensburg Galerie, feierlich eröffnet. An dem erhaltenen Steinbach-Haus wurde eine Gedenktafel an Hermann Stell, der sich für den Bau der Passage eingesetzt hatte, angebracht. Im Mai 2015 wurde das Projekt der Gartenstadt abgeschlossen.